# Morphomordellochroa guineensis
Morphomordellochroa guineensis es una especie de coleóptero de la familia Mordellidae.

## Distribución geográfica
Habita en el territorio que antes se llamaba Guinea Española.